# Unterstützungsunterschrift

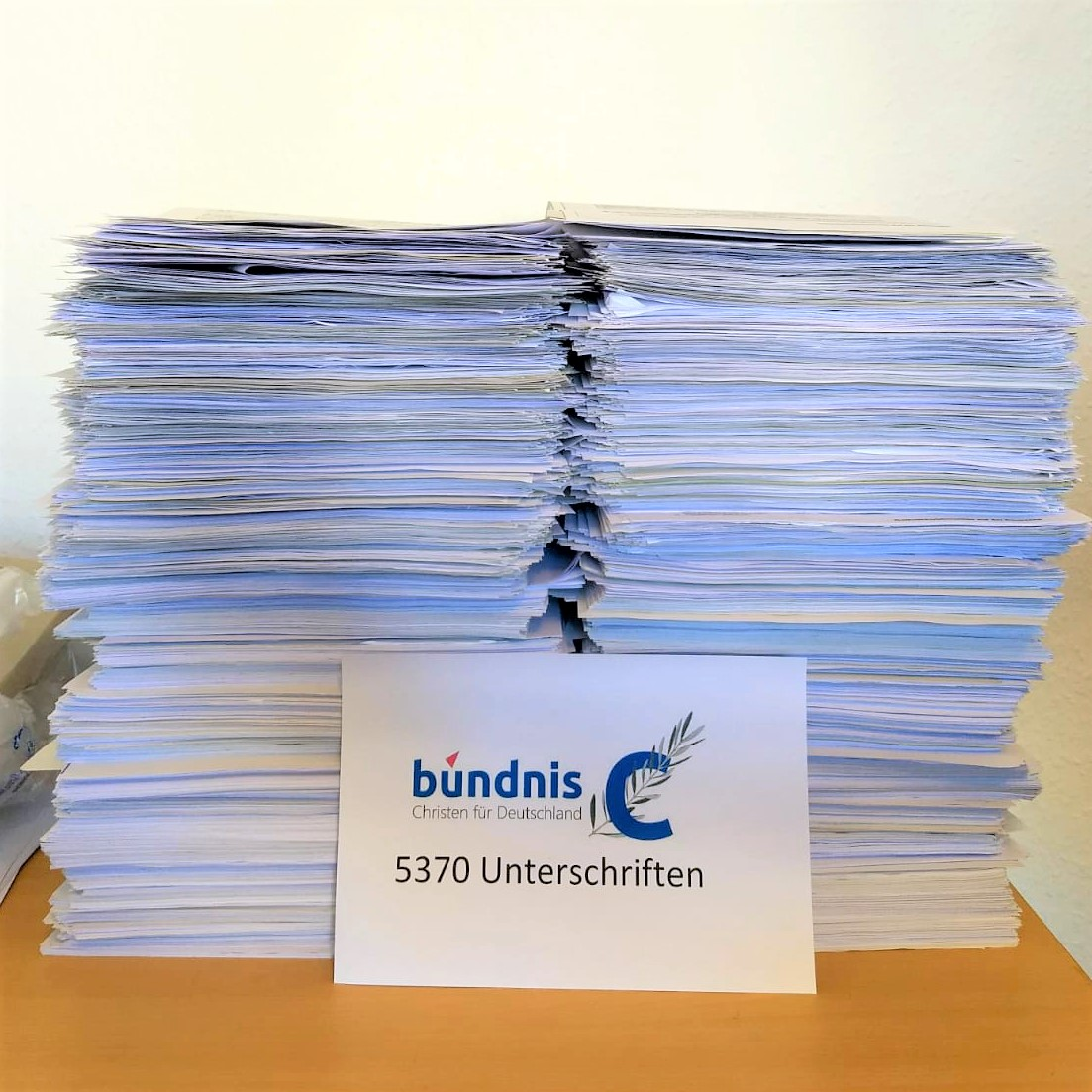
Die 5370 Unterschriften, welche die Partei Bündnis C am 27. Februar 2019 dem Bundeswahlleiter übergab, um zur Europawahl anzutreten.

Unterstützungsunterschriften sind Unterschriften von Wahlberechtigten, die eine Partei oder ein Kandidat (z. B. in Deutschland Direktkandidat) vorlegen muss, um an einer Wahl teilnehmen zu können, sofern sich die Partei nicht bereits anderweitig zur Wahlteilnahme qualifiziert hat. Unterstützerunterschriften können in der Regel nur Personen leisten, die zum Zeitpunkt der Unterschrift wahlberechtigt sind, bei den deutschen Bundestagswahlen zum Beispiel gemäß § 27 Bundeswahlgesetz.

## Deutschland
In Deutschland hat die Unterschrift auf einem amtlichen Formblatt zu erfolgen, worauf deren Gültigkeit geprüft wird – in kleineren Gemeinden durch das Einwohnermeldeamt, in größeren Städten durch das Statistische Amt oder Wahlamt.
Als Begründung für dieses Verfahren der Zulassung durch Unterstützungsunterschriften wird angeführt, dass nur solche Parteien und Direktkandidaten auf dem Stimmzettel erscheinen sollen, die über eine gewisse Unterstützung in der Bevölkerung verfügen, ohne die ein Wahlerfolg ohnehin unwahrscheinlich wäre.

### Bundestagswahlen
Bei Bundestagswahlen müssen Parteien, die nicht aufgrund eigener Wahlvorschläge im Bundestag oder in einem Landesparlament ununterbrochen seit der letzten Wahl mit mindestens fünf Abgeordneten vertreten sind, zusammen mit der Landesliste oder dem Kreiswahlvorschlag Unterstützungsunterschriften einreichen. Dies gilt nicht für Parteien nationaler Minderheiten. Auch Einzelbewerber müssen Unterstützungsunterschriften beibringen. Für eine Landesliste sind die Unterschriften von einem Tausendstel der Anzahl der Wahlberechtigten im Bundesland bei der letzten Bundestagswahl erforderlich, höchstens aber 2000 Unterschriften. Für einen Kreiswahlvorschlag werden 200 Unterschriften von Wahlberechtigten des Wahlkreises benötigt.
Für die Bundestagswahl 2021 wurde die benötigte Zahl an Unterstützungsunterschriften wegen der COVID-19-Pandemie in Deutschland jeweils auf ein Viertel der normalerweise erforderlichen Zahl reduziert.
Eine Unterstützerunterschrift muss persönlich und handschriftlich auf einem Formblatt geleistet werden, wobei auch alle erforderlichen Angaben auf dem Formblatt persönlich und handschriftlich einzutragen sind. Das Formblatt wird bei Kreiswahlvorschlägen vom Kreiswahlleiter, bei Landeslisten vom Landeswahlleiter ausgestellt. Hierfür wird in der Praxis die Vorlage der Niederschrift über die Bewerberaufstellung verlangt. Das Formblatt wird elektronisch oder in Papierform bereitgestellt. Vor Aufstellung der Bewerber dürfen keine Unterschriften gesammelt werden. Jeder Wahlberechtigte darf mit seiner Unterschrift nur eine Landesliste und nur einen Kreiswahlvorschlag unterstützen. Wer mehrere Landeslisten oder mehrere Kreiswahlvorschläge unterzeichnet, macht sich strafbar; die Unterschriften sind ungültig. Bei einem Kreiswahlvorschlag eines Einzelbewerbers müssen drei Wahlberechtigte die Unterstützungsunterschrift auf dem Wahlvorschlag selbst leisten.
Die Wahlberechtigung des Unterstützers ist nachzuweisen. Dies geschieht durch eine Bescheinigung des Wahlrechts durch die Gemeindebehörde, die den Unterstützer im Wählerverzeichnis führt. Die Bescheinigung des Wahlrechts muss nicht unbedingt vom Unterstützer selbst eingeholt werden.

### Landtagswahlen
Bei Wahlen zu den Landesparlamenten variiert die erforderliche Zahl der mit den Wahlvorschlägen einzureichenden Unterstützungsunterschriften deutlich. Auch ist unterschiedlich geregelt, wer von der Vorlage von Unterstützungsunterschriften befreit ist. Im Parlament des Landes ununterbrochen seit dessen letzter Wahl vertretene Parteien müssen in keinem Land Unterstützungsunterschriften sammeln. Die für die Unterstützungsunterschriften geltenden Anforderungen entsprechen denen bei Bundestagswahlen.
| Land                   | Erforderliche Unterschriften | Erforderliche Zahl für landesweite Wahlteilnahme | Keine Unterstützungsunterschriften benötigen |
| ---------------------- | --- | ------------------------------------------------ | --- |
| Baden-Württemberg      | Kreiswahlvorschlag: 150 Landesliste: 2000 | 2000                                             | während der letzten Wahlperiode mit mindestens fünf für sie gewählten Abgeordneten ununterbrochen im Landtag vertretene Parteien                                                         |
| Bayern                 | In jedem Wahlkreis jeweils ein Tausendstel der Zahl Wahlberechtigten der letzten Wahl, höchstens aber 2000                                                       | 8278 (Wahl 2023)                                 | Parteien und Wählergruppen mit mindestens 1,25 % der Gesamtstimmen bei der letzten Landtagswahl                                                                                          |
| Berlin                 | Kreiswahlvorschlag: 45 Bezirksliste: 185 Landesliste: 2200 | 2200 (Landesliste) 2220 (Bezirkslisten)          | während der letzten Wahlperiode im Abgeordnetenhaus oder Bundestag ununterbrochen vertretene Parteien                                                                                    |
| Brandenburg            | Kreiswahlvorschlag: 100 Landesliste: ein Tausendstel der Zahl der Wahlberechtigten der letzten Wahl, höchstens aber 2000                                         | 2000                                             | Parteien, die mit für sie im Land gewähltem Abgeordneten im Landtag oder Bundestag vertreten sind                                                                                        |
| Bremen                 | Jeweils ein Tausendstel der Zahl der Wahlberechtigten in den Wahlbereichen Bremen und Bremerhaven                                                                | 478 (Wahl 2023)                                  | Parteien und Wählervereinigungen, die mit für sie gewählten Abgeordneten ununterbrochen seit deren letzter Wahl in der Bürgerschaft oder im Bundestag vertreten sind                     |
| Hamburg                | Wahlkreisliste: 100 Landesliste: 1000 | 1000                                             | Parteien, Wählergruppen und Einzelbewerber, die im Bundestag oder einem Landesparlament vertreten sind                                                                                   |
| Hessen                 | Kreiswahlvorschlag: 50 Landesliste: 1000 | 1000                                             | Parteien und Wählergruppen, die seit der letzten Landtagswahl ununterbrochen im Landtag vertreten sind                                                                                   |
| Mecklenburg-Vorpommern | Kreiswahlvorschlag: 100 Landesliste: 100 | 100                                              | Parteien, die mit für sie im Land gewählten Abgeordneten ununterbrochen seit deren letzter Wahl im Landtag oder Bundestag vertreten sind                                                 |
| Niedersachsen          | Kreiswahlvorschlag: 100 Landeswahlvorschlag: 2000 | 2000                                             | Parteien, die mit für sie im Land gewählten Abgeordneten im Landtag oder Bundestag vertreten sind, oder mindestens 5 % der Zweitstimmen im Land bei der letzten Bundestagswahl erhielten |
| Nordrhein-Westfalen    | Kreiswahlvorschlag: 100 (Wahl 2022: 50) Landesliste: 1000 (Wahl 2022: 500)                                                                                       | 1000 (Wahl 2022: 500)                            | Parteien, die mit für sie im Land gewählten Abgeordneten ununterbrochen seit deren letzter Wahl im Landtag oder Bundestag vertreten sind                                                 |
| Rheinland-Pfalz        | Kreiswahlvorschlag: 125 (vorzeitige Wahl: 50) Landes- oder Bezirksliste: 40-Faches (bei vorzeitiger Wahl: 10-Faches) der Zahl der Wahlkreise im Land bzw. Bezirk | 2080 (vorzeitige Wahl: 520)                      | Parteien, die im Landtag oder Bundestag, und Wählervereinigungen, die im Landtag ununterbrochen seit deren letzter Wahl vertreten sind                                                   |
| Saarland               | Kreiswahlvorschlag: 300 (Wahl 2022: 150) Landesliste: keine (mindestens ein Kreiswahlvorschlag muss zugelassen sein)                                             | 900 (Wahl 2022: 450)                             | Parteien, die im Landtag oder Bundestag, und Wählervereinigungen, die im Landtag ununterbrochen seit deren letzter Wahl vertreten sind                                                   |
| Sachsen                | Kreiswahlvorschlag: 100 Landesliste: 1000 | 1000                                             | Parteien, die am 90. Tag vor der Wahl mit für sie gewählten Abgeordneten im Bundestag oder in einem Landtag vertreten sind                                                               |
| Sachsen-Anhalt         | Kreiswahlvorschlag: 100 (Wahl 2021: 30) Landeswahlvorschlag:1000 (Wahl 2021: 300)                                                                                | 1000 (Wahl 2021: 300)                            | Parteien, die am Tag der Bestimmung des Wahltages mit für sie im Land gewählten Abgeordneten im Landtag oder Bundestag vertreten sind                                                    |
| Schleswig-Holstein     | Kreiswahlvorschlag: 100 Landesliste:1000 | 1000                                             | Parteien mit für sie im Land gewähltem Abgeordneten im Landtag oder Bundestag |
| Thüringen              | Kreiswahlvorschlag: 250 Landesliste:1000 | 1000                                             | Parteien, die seit deren letzter Wahl ununterbrochen mit für sie gewählten Abgeordneten im Bundestag oder in einem Landtag vertreten sind                                                |

### Europawahlen
Bei Europawahlen müssen Parteien, die nicht bereits im Europäischen Parlament, im Bundestag oder einem Landtag mit mindestens fünf Abgeordneten vertreten sind, ebenfalls Unterstützungsunterschriften sammeln, wenn sie einen Wahlvorschlag einreichen wollen. Für eine gemeinsame Liste für alle Bundesländer sind Unterschriften von 4.000 Wahlberechtigten erforderlich, für eine Liste für ein einzelnes Bundesland die Unterschriften von einem Tausendstel der Zahl der Wahlberechtigten im Land bei der letzten Europawahl, höchstens aber 2000 Unterschriften. Die Anforderungen an die Unterstützungsunterschriften entsprechen denen bei Bundestagswahlen.

## Österreich
Die Zahl der für die Teilnahme an der Wahl des Nationalrats erforderlichen Unterstützungsunterschriften beträgt 500 in den Bundesländern Wien und Niederösterreich, 400 in Oberösterreich und in der Steiermark, 200 in Tirol, Kärnten und Salzburg sowie 100 im Burgenland und in Vorarlberg. Die Wahlberechtigung muss sich der Unterzeichner persönlich von seiner Gemeinde bescheinigen lassen. Die eigenhändige Unterschrift muss vor der Gemeindebehörde geleistet werden oder gerichtlich oder notariell beglaubigt sein.
Keine Unterstützungsunterschriften benötigen Landeswahlvorschläge, die von mindestens drei Mitgliedern des Nationalrats unterzeichnet sind.
Um zur Europawahl anzutreten, müssen Wahlparteien die Unterstützungsunterschrift eines Mitglieds des Europaparlaments, dreier Mitglieder des Nationalrates oder von 2.600 Wahlberechtigten vorlegen.

## Schweiz
Bei der Wahl des Nationalrats muss jeder Wahlvorschlag von 100 Wahlberechtigten des Kantons unterzeichnet sein, wenn im Kanton  zwei bis zehn Abgeordnete zu wählen sind, von 200 Wahlberechtigten, wenn der Kanton 11 bis 20 Abgeordnete stellt, und von 400 Wahlberechtigten in Kantonen mit mehr als 20 Abgeordneten. Jeder Wahlberechtigte kann nur eine Liste unterzeichnen. Keine Unterstützungsunterschriften sind erforderlich, wenn die Partei bei der letzten Nationalratswahl im Kanton mindestens einen Sitz oder mindestens drei Prozent der Stimmen errang. Stellt der Kanton nur einen Abgeordneten, können die Wähler jeder wählbaren Person ihre Stimme geben.

## Frankreich
Um zur Wahl zum Staatspräsidenten antreten zu können, muss der Kandidat seit der Einführung der Direktwahl infolge eines Referendums im Jahr 1962 mindestens 500 Unterschriften von Unterstützern sammeln, die selbst gewählte politische Ämter innehaben. In Frage kommen gut 42.000 Mandatsträger. Dies sind vor allem Bürgermeister, aber auch Abgeordnete der Nationalversammlung, Senatoren oder Parlamentarier der Gebietskörperschaften wie die Regional- und Départements-Räte. Sie müssen aus mindestens 30 verschiedenen Départements oder französischen Überseegebieten kommen, wobei für kein Département mehr als ein Zehntel der notwendigen Unterschriften, also 50, abgegeben werden können.
Diese Regelung soll sicherstellen, dass nur ernsthafte Kandidaten, die eine überregionale Unterstützerorganisation haben, zur Wahl antreten.
Bei der Präsidentschaftswahl 2012 klagte Marine Le Pen, die Kandidatin des Front National, vor dem Verfassungsrat vergeblich gegen diese Regelung. Ihre Forderung, die Möglichkeit zu schaffen, die Unterschriften auch anonym leisten zu können, wurde abgelehnt. Drei Wochen vor der Wahlzulassung hatte die Politikerin erst 400 Unterschriften erhalten. In Umfragen wurde zu diesem Zeitpunkt prognostiziert, dass Le Pen unter den drei aussichtsreichsten Kandidaten zu Wahl liegt.

## Dänemark
Dänemark hat eine relativ hohe Kandidaturhürde für nicht parlamentarisch vertretene Parteien. Diese müssen sich registrieren, um an der Wahl der 175 Mitglieder des Folketing teilnehmen zu können (hinzu kommen jeweils zwei Sitze für Grönland und die Färöer). Hierzu sind Unterstützungserklärungen von Wahlberechtigten erforderlich, deren Mindestzahl die Zahl der gültigen Stimmen bei der letzten Wahl geteilt durch 175 ist. Faktisch müssen damit etwas über 20.000 Wahlberechtigte die Partei unterstützen. Einzelbewerber müssen von mindestens 150 und höchstens 200 Wahlberechtigten ihres Wahlkreises unterstützt werden.

## Niederlande
Parteien müssen Unterstützungserklärungen für ihre Listen sammeln, wenn sie bei der letzten Wahl des zu wählenden Organs keinen Sitz errungen haben. Bei der Wahl der Zweiten Kammer sind in jedem der 19 Wahlkreise der europäischen Niederlande 30 Unterstützungsunterschriften erforderlich, im karibischen Wahlkreis Bonaire (BES-Inseln) wegen der geringen Bevölkerung nur zehn. Die Unterschrift unter die Unterstützungserklärung muss bei der Gemeindebehörde geleistet werden.

## Belgien
Bei der Wahl der Abgeordnetenkammer müssen Wahlvorschläge entweder von drei amtierenden Abgeordneten unterzeichnet sein oder von einer bestimmten Zahl von Wahlberechtigten des Wahlkreises. Die Mindestzahl beträgt in Wahlkreisen mit unter 500.000 Einwohnern gemäß der letzten Volkszählung 200, bei Wahlkreisen mit 500.000 bis 1.000.000 Einwohnern 400, in den übrigen Wahlkreisen 500.